# Paridotea apposita
Paridotea apposita is een pissebed uit de familie Idoteidae. De wetenschappelijke naam van de soort is voor het eerst geldig gepubliceerd in 1965 door Barnard.